# Gandhinagar
Gandhinagar là một thị xã của quận Gandhinagar thuộc bang Gujarat, Ấn Độ.

## Địa lý
Gandhinagar có vị trí 23°13′B 72°41′Đ / 23,22°B 72,68°Đ Nó có độ cao trung bình là 81 mét (265 feet).

## Nhân khẩu
Theo điều tra dân số năm 2001 của Ấn Độ, Gandhinagar có dân số 195.891 người. Phái nam chiếm 53% tổng số dân và phái nữ chiếm 47%. Gandhinagar có tỷ lệ 78% biết đọc biết viết, cao hơn tỷ lệ trung bình toàn quốc là 59,5%: tỷ lệ cho phái nam là 82%, và tỷ lệ cho phái nữ là 73%. Tại Gandhinagar, 11% dân số nhỏ hơn 6 tuổi.